# Mas Bonet
|  | Per a altres significats, vegeu «Mas d'en Bonet». |

Mas Bonet conegut també com l'antiga casa de la font, Antics banys, El Castellet o Can Metacau és una masia al nucli urbà de la població de Palau-saverdera (Alt Empordà), al sector nord-oest de la vila, al carrer de la Font i davant la font de Dalt. L'actual gran casal de Mas Bonet és considerat el més antic de Palau-saverdera. El topònim, El Castellet, fa referència als seus orígens medievals com a masia fortificada, com ho demostra el tancat de l'era de batre i les diferents espitlleres que, juntament amb el matacà, han quedat amagades sota l'arrebossat i pintat de blanc que actualment llueix.

## Arquitectura
Aquest mas, catalogat a l'Inventari del Patrimoni Arquitectònic de Catalunya, és de planta irregular format per diversos cossos adossats. Tot el conjunt del mas està arrebossat i pintat de color blanc. L'edifici principal és rectangular, presenta la coberta a dues vessants de teula i està distribuït en planta baixa i pis. Vers l'oest se li adossa un altre gran cos rectangular, amb la coberta a dues aigües i format per planta baixa i pis, que delimita la zona d'accés a l'edifici principal. Ambdues construccions presenten les obertures rectangulars, moltes d'elles restituïdes. L'element més destacable del conjunt està adossat a l'extrem est de l'edifici principal. Es tracta d'un cos rectangular, amb la coberta a un sol vessant, que presenta una galeria a la primera planta. Està formada per cinc obertures d'arc de mig punt, amb els capitells motllurats i delimitades per baranes de ferro simples. A la planta baixa, una gran porta d'accés a l'interior. A la part posterior de l'edifici principal hi ha altres petits cossos que completen el conjunt edificat.

## Història
Segons els documents, la nissaga dels Bonet és la més antiga de Palau i és citada, l'any 1205, amb motiu d'un bosc que li concedí el noble local. Posteriorment, en altres documents, s'esmenta que disposen d'un dels primers trulls locals, a més a més de criats i jornalers, possessions que denoten la importància de la família en aquesta zona.
En un inventari de l'any 1886 es recullen, a part del trull esmentat, una imatge de la Maria Santíssima del Roser de fusta daurada, un molinet de pedra per moldre sal, un graner i dos cellers, un destinat a les tines pel vi.
La proximitat vers la font de dalt, ha provocat diversos plets pel control i adjudicació de l'aigua de la font, entre els propietaris de l'heretat i els governadors, nobles o veïns de la zona, com ho demostren diferents documents dels segles XIX i XX.